# Declaração Schuman
Em 9 de maio de 1950, Robert Schuman, um dos "Pais da Europa" e então Ministro Francês dos Negócios Estrangeiros, apresentou uma proposta de criação de uma Europa organizada, requisito indispensável para a manutenção de relações pacíficas entre todos os estados Europeus, acabados de sair cinco anos antes de mais uma Guerra que a dilacerou (Segunda Guerra Mundial). Esta proposta, conhecida como "Declaração Schuman", é considerada o começo da criação do que é hoje a União Europeia.

## Texto integral[1]
A paz mundial não poderá ser salvaguardada sem esforços criativos à medida dos perigos que a ameaçam.
O contributo que uma Europa viva e organizada pode dar à civilização é indispensável para a manutenção de relações pacificas. A França, ao assumir-se desde há mais de vinte anos como defensora de uma Europa unida, teve sempre por objetivo essencial servir a paz. A Europa não foi construída, tivemos a guerra.
A Europa não se fará de uma só vez, nem numa construção de conjunto: far-se-á por meio de realizações concretas que criem em primeiro lugar uma solidariedade de facto. A união das nações europeias exige que seja eliminada a secular oposição entre a França e a Alemanha.
Com esse objetivo, o Governo francês propõe atuar imediatamente num plano limitado mas decisivo.
O Governo francês propõe subordinar o conjunto da produção franco-alemã de carvão e de aço a uma Alta Autoridade, numa organização aberta à participação dos outros países da Europa.
A comunitarização das produções de carvão e de aço assegura imediatamente o estabelecimento de bases comuns de desenvolvimento económico, como primeira etapa da federação europeia, e mudará o destino das regiões durante muito tempo condenadas ao fabrico de armas de guerra, das quais constituíram as mais constantes vítimas.
A solidariedade de produção assim alcançada revelará que qualquer guerra entre a França e a Alemanha se tornará não apenas impensável como também materialmente impossível. O estabelecimento desta poderosa unidade de produção aberta a todos os países que nela queiram participar e que permitirá fornecer a todos os países que a compõem os elementos fundamentais da produção industrial em condições idênticas, e lançará os fundamentos reais da sua unificação económica.
Esta produção será oferecida a todos os países do mundo sem distinção nem exclusão, a fim de participar no aumento do nível de vida e no desenvolvimento das obras de paz. Com meios acrescidos, a Europa poderá prosseguir a realização de uma das suas funções essenciais: o desenvolvimento do continente africano. Assim se realizará, simples e rapidamente, a fusão de interesses indispensáveis para o estabelecimento de uma comunidade económica e introduzirá o fermento de uma comunidade mais larga e mais profunda entre países durante muito tempo opostos por divisões sangrentas.
Esta proposta, por intermédio da comunitarização de produções de base e da instituição de uma nova Alta Autoridade cujas decisões vincularão a França, a Alemanha e os países aderentes, realizará as primeiras bases concretas de uma federação europeia indispensável à preservação da paz.
O Governo francês, a fim de prosseguir a realização dos objetivos assim definidos, está disposto a iniciar negociações nas seguintes bases.
A missão atribuída à Alta Autoridade comum consistirá em, nos mais breves prazos, assegurar:
- A modernização da produção e a melhoria da sua qualidade;
- O fornecimento, em condições idênticas, de carvão e de aço aos mercados alemão, francês e dos países aderentes;
- O desenvolvimento da exportação comum para outros países;
- A harmonização no progresso das condições de vida da mão-de-obra dessas indústrias.

Para atingir estes objetivos a partir das condições muito diversas em que se encontram atualmente as produções dos países aderentes, deverão ser postas em prática, a titulo provisório, determinadas disposições, incluindo a aplicação de um plano de produção e de investimentos, a instituição de mecanismos de perequação dos preços e a criação de um fundo de reconversão destinado a facilitar a racionalização da produção. A circulação do carvão e do aço entre países aderentes será imediatamente isenta de qualquer direito aduaneiro e não poderá ser afetada por tarifas de transportes distintas. Criar-se-ão progressivamente as condições para assegurar espontaneamente a repartição mais racional da produção ao mais elevado nível de produtividade.
Ao contrário de um cartel internacional que tende a repartir e a explorar os mercados nacionais com base em práticas restritivas e na manutenção de elevados lucros, a organização projetada assegurará a fusão dos mercados e a expansão da produção.
Os princípios e os compromissos essenciais acima definidos serão objeto de um tratado assinado entre os estados. As negociações indispensáveis a fim de precisar as medidas de aplicação serão realizadas com a assistência de um mediador designado por comum acordo, este terá a missão de velar para que os acordos sejam conformes com os princípios e, em caso de oposição irredutível, fixará a solução a adotar.
A Alta Autoridade comum, responsável pelo funcionamento de todo o regime:
- Será composta por personalidades independentes e designadas numa base paritária pelos governos;
- Será escolhido um presidente por comum acordo entre os governos;
- As suas decisões serão de execução obrigatória em França, na Alemanha e nos restantes países aderentes;
- As necessárias vias de recurso contra as decisões da Alta Autoridade serão asseguradas por disposições adequadas.

Será elaborado semestralmente por um representante das Nações Unidas junto da referida Alta Autoridade um relatório público destinado à ONU e dando conta do funcionamento do novo organismo, nomeadamente no que diz respeito à salvaguarda dos seus fins pacíficos.
A instituição de Alta Autoridade em nada prejudica o regime de propriedade das empresas. No exercício da sua função, a Alta Autoridade comum terá em conta os poderes conferidos à autoridade internacional da região do Rhur e as obrigações de qualquer natureza impostas à Alemanha, enquanto estas subsistirem.